# UEFA 올해의 클럽 축구 선수
UEFA 올해의 클럽 축구 선수(UEFA Club Footballer of the Year)는 UEFA 챔피언스리그 시즌에서 최고의 활약을 보여준 선수에게 수여했던 상이다. 2009-10 시즌을 끝으로 폐지되었으며 현재는 UEFA 올해의 선수가 대신하고 있다.

## 역대 수상자
| 시즌    | 선수                | 클럽                |
| ------- | ------------------- | ------------------- |
| 1997-98 | 호나우두            | 인테르나치오날레    |
| 1998-99 | 데이비드 베컴       | 맨체스터 유나이티드 |
| 1999-00 | 페르난도 레돈도     | 레알 마드리드       |
| 2000-01 | 슈테판 에펜베르크   | 바이에른 뮌헨       |
| 2001-02 | 지네딘 지단         | 레알 마드리드       |
| 2002-03 | 잔루이지 부폰       | 유벤투스            |
| 2003-04 | 데쿠                | 포르투              |
| 2004-05 | 스티븐 제라드       | 리버풀              |
| 2005-06 | 호나우지뉴          | 바르셀로나          |
| 2006-07 | 카카                | AC 밀란             |
| 2007-08 | 크리스티아누 호날두 | 맨체스터 유나이티드 |
| 2008-09 | 리오넬 메시         | 바르셀로나          |
| 2009-10 | 디에고 밀리토       | 인테르나치오날레    |

## 같이 보기
- UEFA 올해의 팀
- UEFA 클럽 풋볼 어워드
- UEFA 올해의 선수